# Hofreite (Darmstädter Straße 5)

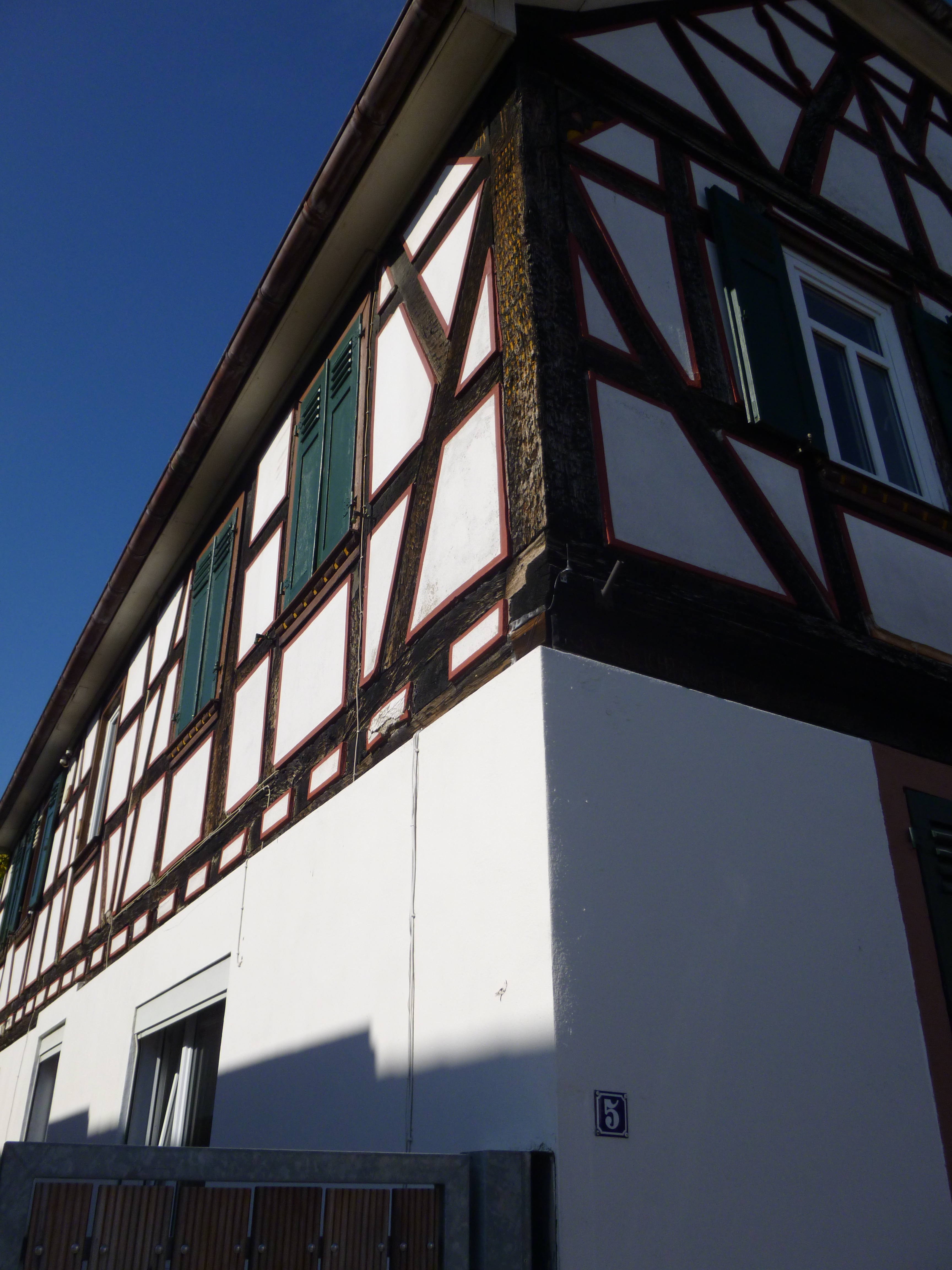
Die Hofreite im Jahr 2012

Die Hofreite an der Darmstädter Straße 5 ist ein aus dem frühen 18. stammendes, denkmalgeschütztes Fachwerkhaus in Darmstadt-Arheilgen in Hessen.

## Geschichte und Beschreibung
Die intakte fränkische Hofreite wurde im Jahre 1701 erbaut. Das zweigeschossige giebelständige Fachwerkhaus besitzt ein biberschwanzgedecktes Krüppelwalmdach. Bemerkenswerte architektonische Details des Wohngebäudes sind das Erdgeschoss in Massivbauweise, die Anordnung der Giebelständer als Wilder Mann sowie die geschnitzten Eckständer. Daneben gibt es auf dem Grundstück eine Scheune und Nebengebäude.

## Inschrift über dem Erdgeschoss
GROS REICHTUM LIEBSTER GOTT DEN WOLST DU MIR NICHT GEBEN DOCH BITT LASE AUCH MICH GROS ARMUT NICHT ERLEBEN.

ZU WENIG WÜNSCHE ICH NICHT ICH WÜNSCH AUCH NICHT ZU VIEL.

WAS DIR MEIN GOTT GEFÄLLT IST MEINES WUNSCHES ZIEL.

AN GOTTES SEGEN IST ALLES GELEGEN 1701.

## Denkmalschutz
Heute dient das sanierte Fachwerkhaus als Wohngebäude.
Aus architektonischen und stadtgeschichtlichen Gründen ist das Bauwerk ein Kulturdenkmal.